# The Great Deceiver
The Great Deceiver (Live 1973–1974) – składające się z czterech dysków nagranych na koncertach wydawnictwo grupy King Crimson. Nagrania pochodzą z 1973 i 1974 r.

## Historia i charakter albumu
W lutym 1973 r. grupa straciła Jamiego Muira, muzyka grającego na instrumentach perkusyjnych. Podczas koncertu otoczony był 60 instrumentami, które tej edycji King Crimson nadawały swoiste brzmienie. Podczas jednego z koncertów zerwał się gong, który spadł mu na nogę. Muir udał się na rekonwalescencję do Szkocji i wkrótce wstąpił do buddyjskiego klasztoru. Pozostało po nim niewiele nagrań. Koncertowym albumem grupy z Muirem jest Live in Guildford (November 13, 1972); nagrania nie są niestety najlepszej jakości, ale prawdopodobnie jedyne.
Pozbawiona tego muzyka grupa wyruszyła w lutym 1974 r. na tournée po Europie i następnie po USA. Jego plonem są nagrania umieszczone na The Great Deceiver. Album ten zawiera cały koncert w Providence w stanie Rhode Island. Był to przedostatni koncert zespołu w USA. Ostatni odbył się 1 lipca w Parku Centralnym w Nowym Jorku.
Kilka utworów z tego wydawnictwa zostało już umieszczonych na innych albumach grupy, choć zawsze w zmienionej formie.
- „We’ll Let You Know” ukazał się w skróconej formie na Starless and Bible Black w 1974 r.
- „Providence” – czyli zbiorowa improwizacja grupy – ukazał się także w skróconej formie na Red w 1974 r.
- „21st Century Schizoid Man” z koncertu w Providence, ukazał się na albumie USA w 1975 r. Wymazano z nagrania skrzypce Crossa i nałożono skrzypce Eddiego Jobsona.

Jedną z ciekawszych rzeczy na tych płytach jest stosunkowo duża liczba improwizowanych utworów.
Nagrania są bardzo dobrej jakości.
Oryginalnie broszurka dołączona do wydania pudełkowego liczyła 68 stron. Składały się na to fragmenty z pamiętnika Roberta Frippa, teksty o charakterystyce i historii tego wydania King Crimson, refleksje muzyków, teksty wspomnieniowe różnych osób, a nawet i pełny wykaz wszystkich koncertów grupy od 10 lutego 1973 r. (klub Marquee w Londynie) do koncertu z 1 lipca 1974 r. w parku Centralnym w Nowym Jorku.
W wydaniu z 2007 r. broszurka została podzielona na dwie wkładki do CD.

## Muzycy
- Robert Fripp – gitara, melotron, elektryczne pianino
- David Cross – skrzypce, melotron, elektryczne pianino
- John Wetton – gitara basowa, wokal
- Bill Bruford – perkusja, instrumenty perkusyjne

## Spis utworów

### Dysk 1: Things Are Not as They Seem...
- Nagrane w Palace Theatre w Providence, Rhode Island, USA, 30 czerwca 1974.

| 1. | Walk On ... No Pussyfooting – (R. Fripp/B. Eno)                                        | 0:52    |
|    |                                                                                        |         |
| 2. | Larks’ Tongues in Aspic: Part Two – (R. Fripp)                                         | 6:12    |
|    |                                                                                        |         |
| 3. | Lament – (R. Fripp/J. Wetton/R. Palmer-James)                                          | 4:04    |
|    |                                                                                        |         |
| 4. | Exiles – (D. Cross/R. Fripp/ R. Palmer-James)                                          | 7:00    |
|    |                                                                                        |         |
| 5. | Improv-A Voyage to the Centre of the Cosmos – (D. Cross/R. Fripp/J. Wetton/B. Bruford) | 14:41   |
|    |                                                                                        |         |
| 6. | Easy Money – (R. Fripp/J. Wetton/R. Palmer-James)                                      | 7:14    |
|    |                                                                                        |         |
| 7. | Improv-Providence – (D. Cross/R. Fripp/J. Wetton/B. Bruford)                           | 9:47    |
|    |                                                                                        |         |
| 8. | Fracture – (R. Fripp)                                                                  | 10:47   |
|    |                                                                                        |         |
| 9. | Starless – (D. Cross/R. Fripp/J. Wetton/B. Bruford/R. Palmer-James)                    | 11:56   |
|    |                                                                                        |         |
|    |                                                                                        | 1:12:33 |
|    |                                                                                        |         |

### Dysk 2: Sleight of Hand (or Now You Don’t See It Again) and...
- Utwory 1, 2 nagrane w Palace Theatre w Providence w stanie Rhode Island, USA 30 czerwca 1974.
- Utwory 3–11 nagrane w The Apollo w Glasgow, Wielka Brytania, 23 października 1973.
- Utwory 12, 13 nagrane na Pennsylvania State University, State College Pensylwania, USA, 29 czerwca 1974

(Uwaga: z powodu problemów technicznych z nagraniem The Night Watch z Glasgow, druga połowa nagrania została wzięta z nagrania tego utworu w Zurychu).
| 1.  | 21st Century Schizoid Man – (R. Fripp/I. McDonald/G. Lake/M. Giles/P. Sinfield)      | 7:32    |
|     |                                                                                      |         |
| 2.  | Walk off from Providence ... No Pussyfooting – (R. Fripp/B. Eno)                     | 1:15    |
|     |                                                                                      |         |
| 3.  | Sharks’ Lungs in Lemsip – (D. Cross/R. Fripp/J. Wetton/B. Bruford)                   | 2:38    |
|     |                                                                                      |         |
| 4.  | Larks’ Tongues in Aspic: Part One – (D. Cross/R. Fripp/J. Wetton/B. Bruford/J. Muir) | 7:25    |
|     |                                                                                      |         |
| 5.  | Book of Saturday – (R. Fripp/J. Wetton/R. Palmer-James)                              | 2:49    |
|     |                                                                                      |         |
| 6.  | Easy Money – (R. Fripp/J. Wetton/R. Palmer-James)                                    | 6:43    |
|     |                                                                                      |         |
| 7.  | We’ll Let You Know – (D. Cross/R. Fripp/J. Wetton/B. Bruford)                        | 4:54    |
|     |                                                                                      |         |
| 8.  | The Night Watch – (R. Fripp/J. Wetton/R. Palmer-James)                               | 4:54    |
|     |                                                                                      |         |
| 9.  | Improv-Tight Scrummy – (D. Cross/R. Fripp/J. Wetton/B. Bruford)                      | 8:27    |
|     |                                                                                      |         |
| 10. | Peace-A Theme – (R. Fripp)                                                           | 1:01    |
|     |                                                                                      |         |
| 11. | Cat Food – (R. Fripp/P. Sinfield/I. McDonald)                                        | 4:14    |
|     |                                                                                      |         |
| 12. | Easy Money – (R. Fripp/J. Wetton/R. Palmer-James)                                    | 2:19    |
|     |                                                                                      |         |
| 13. | ...It Is for You, but Not for Us – (D. Cross/R. Fripp/J. Wetton/B. Bruford)          | 7:25    |
|     |                                                                                      |         |
|     |                                                                                      | 1:01:36 |
|     |                                                                                      |         |

### Dysk 3: ...Acts of Deception (the Magic Circus, or Weasels Stole Our Fruit)
- Utwory 1–11 nagrane w Stanley Warner Theatre, Pittsburgh, Pensylwania, USA, 29 kwietnia 1974.
- Utwory 12, 13 nagrane na Pennsylvania State University, State College, USA, 29 czerwca 1974.

| 1.  | Walk on... No Pussyfooting – (R. Fripp/B. Eno)                             | 1:15    |
|     |                                                                            |         |
| 2.  | The Great Deceiver – (R. Fripp/J. Wetton/R. Palmer-James)                  | 3:32    |
|     |                                                                            |         |
| 3.  | Improv-Bartley Butsford – (D. Cross/R. Fripp/J. Wetton/B. Bruford)         | 3:13    |
|     |                                                                            |         |
| 4.  | Exiles – (D. Cross/R. Fripp/R. Palmer-James)                               | 6:23    |
|     |                                                                            |         |
| 5.  | Improv-Daniel Dust – (D. Cross/R. Fripp/J. Wetton/B. Bruford)              | 4:40    |
|     |                                                                            |         |
| 6.  | The Night Watch – (R. Fripp/J. Wetton/R. Palmer-James)                     | 4:38    |
|     |                                                                            |         |
| 7.  | Doctor Diamond – (D. Cross/R. Fripp/J. Wetton/B. Bruford/R. Palmer-James)  | 4:52    |
|     |                                                                            |         |
| 8.  | Starless – (D. Cross/R. Fripp/J. Wetton/B. Brufor/R. Palmer-James)         | 11:36   |
|     |                                                                            |         |
| 9.  | Improv-Wilton Carpet – (D. Cross/R. Fripp/J. Wetton/B. Bruford)            | 5:52    |
|     |                                                                            |         |
| 10. | The Talking Drum – (D. Cross/R. Fripp/J. Wetton/B. Bruford/J. Muir)        | 5:29    |
|     |                                                                            |         |
| 11. | Larks’ Tongues in Aspic: Part Two (skrócony) – (R. Fripp)                  | 2:22    |
|     |                                                                            |         |
| 12. | Aplauz i zapowiedź –                                                       | 2:19    |
|     |                                                                            |         |
| 13. | Improv-Is There Life Out There? – (D. Cross/R. Fripp/J. Wetton/B. Bruford) | 11:50   |
|     |                                                                            |         |
|     |                                                                            | 1:08:01 |
|     |                                                                            |         |

### Dysk 4: ...But Neither Are They Otherwise
- Utwory 1–4 nagrane w Massey Hall w Toronto w Kanadzie 24 czerwca 1974.
- Utwory 5–12 nagrane w Volkshaus w Zurychu, Szwajcaria 15 listopada 1973.

| 1.  | Improv-The Golden Walnut – (D. Cross/R. Fripp/J. Wetton/B. Bruford)                     | 11:14   |
|     |                                                                                         |         |
| 2.  | The Night Watch – (R. Fripp/J. Wetton/R. Palmer-James)                                  | 4:22    |
|     |                                                                                         |         |
| 3.  | Fracture – (R. Fripp)                                                                   | 10:48   |
|     |                                                                                         |         |
| 4.  | Improv-Clueless and Slightly Slack – (D. Cross/R. Fripp/J. Wetton/B. Bruford)           | 8:36    |
|     |                                                                                         |         |
| 5.  | Walk On ... No Pussyfooting – (R. Fripp/B. Eno)                                         | 1:00    |
|     |                                                                                         |         |
| 6.  | Improv-Some Pussyfooting – (D. Cross/R. Fripp/J. Wetton/B. Bruford)                     | 2:23    |
|     |                                                                                         |         |
| 7.  | Larks’ Tongues in Aspic: Part One – (D. Cross/R. Fripp/J. Wetton/B. Bruford/J. Muir)    | 7:41    |
|     |                                                                                         |         |
| 8.  | Improv-The Law of Maximum Distress: Part One – (D. Cross/R. Fripp/J. Wetton/B. Bruford) | 6:31    |
|     |                                                                                         |         |
| 9.  | Improv-The Law of Maximum Distress: Part Two – (D. Cross/R. Fripp/J. Wetton?B. Bruford) | 2:17    |
|     |                                                                                         |         |
| 10. | Easy Money – (R. Fripp/J. Wetton/R. Palmer-James)                                       | 6:57    |
|     |                                                                                         |         |
| 11. | Improv-Some More Pussyfooting – (D. Cross/R. Fripp/J. Wetton/B. Bruford)                | 5:50    |
|     |                                                                                         |         |
| 12. | The Talking Drum – (D. Cross/R. Fripp/J. Wetton/B. Bruford/J. Muir)                     | 6:05    |
|     |                                                                                         |         |
|     |                                                                                         | 1:13:44 |
|     |                                                                                         |         |

## Opis płyty
- Producent wykonawczy – Robert Fripp
- Inżynier dźwięku – Hunter MacDonald, John Robson
- Czas – cd 1. 71 min. 13 sek.; cd 2. 59 min. 36 sek.; 3 cd. 65 min. 21 sek.; 4 cd. 71 min. 44 sek.; razem 267 min. 14 sek
- Miksowanie – Tony Arnold, David Singleton
- Studio – Courthouse w Cranborne, Dorset
- Konsultant techniczny – Tony Arnold
- Okładki – z obrazów P.J. Crook
- Opracowanie wkładki – Hugh O’Donnell
- Fotografie – Clint Bahr, Thom Roberts, Dagmar, Rick Mascarini, UMG Photo i inni
- Firma nagraniowa – Virgin
- Numer katalogowy –

Wydanie z 2007
- Firma nagraniowa – DGM (Digital Global Mobile)
- Numer katalogowy – DGM5004 i DGM5005